# Photometrisches Strahlungsäquivalent
Das photometrische Strahlungsäquivalent {\displaystyle K} (englisch luminous efficacy of radiation) eines Wellenlängengemisches elektromagnetischer Strahlung ist der Quotient aus dem Lichtstrom {\displaystyle \Phi _{\mathrm {v} }} der Strahlung und ihrer Strahlungsleistung {\displaystyle \Phi _{\mathrm {e} }}. Seine SI-Einheit ist Lumen durch Watt (lm/W).
Je größer diese Zahl ist, desto größer ist der für das Auge nutzbare Lichtstrom bei gegebener Strahlungsleistung einer Lichtquelle.
Das spektrale photometrische Strahlungsäquivalent {\displaystyle K(\lambda )} ist der Quotient aus Lichtstrom und Strahlungsleistung monochromatischer Strahlung der Wellenlänge {\displaystyle \lambda }. Es gibt unmittelbar die Empfindlichkeit des Auges für Strahlung der betreffenden Wellenlänge an, also die Stärke des von der Strahlung auf das Auge ausgeübten Lichtreizes bei gegebener Strahlungsleistung. Mit seiner Hilfe ist es möglich, aus einer gegebenen radiometrischen Größe, deren Wellenlängenverteilung bekannt ist (z. B. Strahlungsleistung, Bestrahlungsstärke usw.), die zugehörige photometrische Größe (Lichtstrom, Beleuchtungsstärke usw.) zu berechnen.
Das in lm/W gemessene photometrische Strahlungsäquivalent ist nicht zu verwechseln mit der ebenfalls in Lumen pro Watt (lm/W) gemessenen Lichtausbeute einer technischen Lichtquelle. Das photometrische Strahlungsäquivalent beschreibt, wie viele abgegebene Lumen auf jedes Watt der abgegebenen elektromagnetischen Strahlungsleistung der Lichtquelle entfallen. Die Lichtausbeute beschreibt, wie viele abgegebene Lumen auf jedes Watt der von der Lichtquelle aufgenommenen (meist elektrischen) Leistung entfallen, schließt also technische Umwandlungsverluste mit ein. Der englische Begriff luminous efficacy kann beides bedeuten, daher ist luminous efficacy of radiation die genauere Bezeichnung. Andererseits ist für das spektrale photometrische Strahlungsäquivalent auch das Synonym „Spektrale Lichtausbeute“ gebräuchlich.

## Wellenlängenabhängige Hellempfindlichkeit

Das Auge kann nur einen Teil des elektromagnetischen Spektrums wahrnehmen. Es ist für Gelbgrün am empfindlichsten, nimmt Blau und Rot auch bei gleicher Strahlungsleistung mit geringerer Intensität wahr und ist für kürzere Wellenlängen als Violett sowie längere Wellenlängen als Tiefrot unempfindlich.

Aus dem breiten Wellenlängenspektrum elektromagnetischer Strahlung ist der Wellenlängenbereich von etwa 380 bis 780 Nanometern (nm) „sichtbar“, das heißt Strahlung aus diesem Bereich löst im Auge eine Helligkeitsempfindung aus und wird als Licht wahrgenommen. Das Auge ist jedoch nicht für alle sichtbaren Wellenlängen gleich empfindlich. Auf Wellenlängen am Rand des sichtbaren Bereiches ist eine höhere Strahlungsintensität nötig, um dieselbe Helligkeitsempfindung zu bewirken als in seiner Mitte.
Bei einer Wellenlänge von 555 nm, einer gelb-grünen Spektralfarbe entsprechend, ist das Auge am empfindlichsten. Bei etwa 510 nm (grün) auf der einen Seite, und bei etwa 610 nm (orangerot) auf der anderen Seite des Maximums erreicht das Auge nur noch die halbe Empfindlichkeit. Bei 665 nm, der Farbe typischer roter Leuchtdioden, beträgt die Empfindlichkeit nur 4,5 % derjenigen bei 555 nm. Bei etwa 380 nm (violett) bzw. 780 nm (tiefrot) ist die Empfindlichkeit fast Null.
Wird dem Auge ein Gemisch elektromagnetischer Strahlung verschiedener Wellenlängen angeboten, so hängt der erzeugte Helligkeitseindruck von der Empfindlichkeit des Auges für die im Gemisch enthaltenen Wellenlängen ab. Wellenlängen nahe 555 nm tragen stark zum Helligkeitseindruck bei, Wellenlängen außerhalb des sichtbaren Bereichs tragen gar nicht bei. Es genügt also nicht anzugeben, wie viele Watt an physikalischer Strahlungsleistung eine Lampe aussendet, um den von dieser Strahlung erzeugten Helligkeitseindruck zu beschreiben. Der in Watt gemessene Strahlungsstrom ist stattdessen für jede enthaltene Wellenlänge mit dem jeweiligen spektralen photometrischen Strahlungsäquivalent des Auges zu gewichten. Das Ergebnis ist der in Lumen gemessene Lichtstrom, der ein quantitatives Maß für den auf das Auge ausgeübten Lichtreiz ist.
Für die Definition der photometrischen SI-Einheiten wurde 1979 festgelegt, dass monochromatische Strahlung der Frequenz 540·1012 Hz (entspricht in Luft der Wellenlänge 555,016 nm) und der Strahlungsleistung 1 Watt ein Lichtstrom von 683 lm ist. Für diese Wellenlänge beträgt das spektrale photometrische Strahlungsäquivalent also 683 lm/W. Die Strahlungsleistung auf anderen Wellenlängen trägt geringer zum Lichtstrom bei.

## Spektrales photometrisches Strahlungsäquivalent

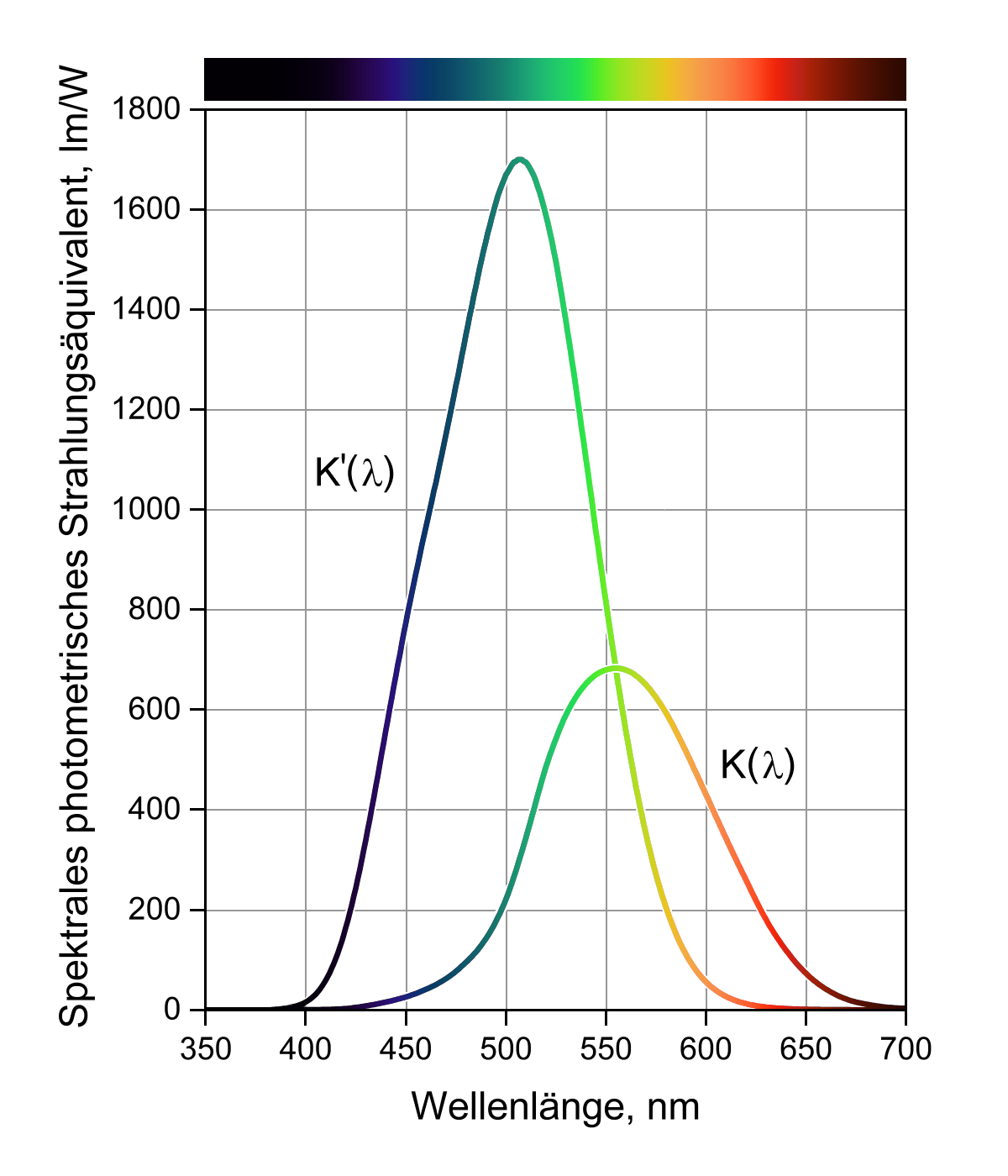
Spektrales photometrisches Strahlungsäquivalent für Tagsehen K(λ) und für Nachtsehen K′(λ)

### Tagsehen
Das spektrale photometrische Strahlungsäquivalent {\displaystyle K(\lambda )} ist der Quotient aus Lichtstrom und Strahlungsleistung im Falle monochromatischer Strahlung der Wellenlänge {\displaystyle \lambda }. Es gibt also unmittelbar die Empfindlichkeit des Auges bei der betreffenden Wellenlänge an und kann als {\displaystyle K(\lambda )}-Kurve dargestellt werden. Oft wird {\displaystyle K(\lambda )} als
{\displaystyle K(\lambda )=K_{\mathrm {m} }\cdot V(\lambda )}
geschrieben. Dabei ist {\displaystyle K_{\mathrm {m} }} der so genannte „Maximalwert des photometrischen Strahlungsäquivalents“. Sein Zahlenwert folgt aus der Definition der SI-Einheiten und beträgt
{\displaystyle K_{\mathrm {m} }=683\ \mathrm {\frac {lm}{W}} }
Die wellenlängenabhängige Kurve {\displaystyle V(\lambda )} ist die „relative Hellempfindlichkeitskurve“, welche zwischen 0 und 1 variiert und den Verlauf der Empfindlichkeit für verschiedene Wellenlängen relativ zum Kurvenmaximum bei 555 nm beschreibt. Diese Kurve wurde experimentell bestimmt und ist normativ festgelegt.
Durch diese Größen wird die Empfindlichkeit des Auges bei Tagsehen (photopischer Bereich) beschrieben.

### Nachtsehen
Bei Nachtsehen (skotopischer Bereich) wird die Sehleistung nicht mehr von den Zapfen der Netzhaut geliefert, sondern von den Stäbchen übernommen, welche eine höhere Empfindlichkeit aufweisen und das Empfindlichkeitsmaximum bei einer anderen Wellenlänge als die Zapfen haben. In diesem Fall wird die Empfindlichkeit des Auges beschrieben durch
{\displaystyle K'(\lambda )=K'_{\mathrm {m} }\cdot V'(\lambda )}
mit dem skotopischen Maximalwert des photometrischen Strahlungsäquivalents
{\displaystyle K'_{\mathrm {m} }=1700\ \mathrm {\frac {lm}{W}} }
und der skotopischen relativen Hellempfindlichkeitskurve {\displaystyle V'(\lambda )}, deren Maximum bei der Wellenlänge 507 nm (blaugrün) liegt.
Zufälligerweise wird Licht der Wellenlänge 555 nm, der Wellenlänge, bei welcher die photopische Kurve {\displaystyle K(\lambda )} ihr Maximum hat und die als Referenzwert für die Festlegung der photometrischen SI-Einheiten gewählt wurde, vom photopischen und vom skotopischen Auge mit fast derselben Empfindlichkeit wahrgenommen. Die Abweichung beträgt nur 3 %. Da diese Differenz so klein ist, wurde beschlossen, dass für skotopische Lichtwahrnehmung dieselbe Referenz genommen wird. Die Entsprechung 683 lm ≙ 1 W gilt also definitionsgemäß gleichermaßen für photopische und skotopische Wahrnehmung von Licht dieser Wellenlänge:
{\displaystyle K(555\,\mathrm {nm} )=K'(555\,\mathrm {nm} )=683\,\mathrm {lm/W} \,}.

### Dämmerungssehen
Für den Übergangsbereich zwischen Tagsehen und Nachtsehen (den mesopischen Bereich) wird interpoliert: 
{\displaystyle V_{\mathrm {mes;m} }(\lambda )={\frac {1}{M(m)}}\left\{mV(\lambda )+(1-m)V'(\lambda )\right\}\,,}
wobei der Adaptationsfaktor m zwischen 0 und 1 liegt und den Anteil des Tagsehens angibt und M(m) ein Normierungsfaktor ist, der gewährleistet, dass Vmes;m den Maximalwert 1 hat.

## Berechnung des photometrischen Strahlungsäquivalents
Ist die spektrale (d. h. wellenlängenabhängige) Verteilung {\displaystyle \textstyle {\frac {\partial X_{\mathrm {e} }}{\partial \lambda }}} einer radiometrischen Größe {\displaystyle X_{\mathrm {e} }} (z. B. Strahlungsleistung, Strahlstärke, Bestrahlungsstärke usw.) gegeben, so folgt daraus {\displaystyle X_{\mathrm {e} }} sofort als
{\displaystyle X_{\mathrm {e} }=\int _{0}^{\infty }{\frac {\partial X_{\mathrm {e} }}{\partial \lambda }}\,\mathrm {d} \lambda }
Die der radiometrischen Größe {\displaystyle X_{\mathrm {e} }} entsprechende photometrische Größe {\displaystyle X_{\mathrm {v} }} (z. B. Lichtstrom, Lichtstärke, Beleuchtungsstärke usw.) lässt sich aus dem Spektrum von {\displaystyle X_{\mathrm {e} }} ableiten. Zunächst wird das Spektrum von {\displaystyle X_{\mathrm {v} }} bestimmt. Dies geschieht durch Bewertung des Spektrums von {\displaystyle X_{\mathrm {e} }} mit der spektralen Empfindlichkeitskurve {\displaystyle K(\lambda )} des Auges. Es gilt bei jeder Wellenlänge:
{\displaystyle {\frac {\partial X_{\mathrm {v} }}{\partial \lambda }}\,\mathrm {d} \lambda =K(\lambda ){\frac {\partial X_{\mathrm {e} }}{\partial \lambda }}\,\mathrm {d} \lambda =K_{\mathrm {m} }V(\lambda ){\frac {\partial X_{\mathrm {e} }}{\partial \lambda }}\,\mathrm {d} \lambda }
Daraus folgt dann {\displaystyle X_{\mathrm {v} }} selbst als
{\displaystyle X_{\mathrm {v} }=\int _{0}^{\infty }{\frac {\partial X_{\mathrm {v} }}{\partial \lambda }}\,\mathrm {d} \lambda =\int _{0}^{\infty }\,K(\lambda ){\frac {\partial X_{\mathrm {e} }}{\partial \lambda }}\,\mathrm {d} \lambda =K_{\mathrm {m} }\int _{0}^{\infty }V(\lambda ){\frac {\partial X_{\mathrm {e} }}{\partial \lambda }}\,\mathrm {d} \lambda }
Das photometrische Strahlungsäquivalent der vorliegenden elektromagnetischen Strahlung ist der Quotient aus {\displaystyle X_{\mathrm {v} }} und {\displaystyle X_{\mathrm {e} }}:
{\displaystyle K={\frac {X_{\mathrm {v} }}{X_{\mathrm {e} }}}=K_{\mathrm {m} }{\frac {\int _{0}^{\infty }V(\lambda ){\frac {\partial X_{\mathrm {e} }}{\partial \lambda }}\,\mathrm {d} \lambda }{\int _{0}^{\infty }{\frac {\partial X_{\mathrm {e} }}{\partial \lambda }}\,\mathrm {d} \lambda }}}
Das photometrische Strahlungsäquivalent kann also auch aus anderen Paaren photo- bzw. radiometrischer Größen bestimmt werden, nicht nur Lichtstrom und Strahlungsleistung.

## Beispiele

### Monochromatische Strahlung
Der maximal mögliche Wert des photometrischen Strahlungsäquivalents liegt für monochromatische Strahlung der Wellenlänge 555 nm vor und beträgt 683 lm/W. Für alle anderen Wellenlängen und für Wellenlängengemische ist er kleiner. Das Licht eines frequenzverdoppelten Nd:YAG-Lasers erreicht auf 532 nm noch 604 lm/W, während das eines Helium-Neon-Lasers auf 633 nm nur noch 160 lm/W erzielt.

### Planckscher Strahler

Strahlungsleistung eines planckschen Strahlers bei verschiedenen Temperaturen

Photometrisches Strahlungsäquivalent für plancksche Strahler in Abhängigkeit von der Temperatur. Die rechte Skala normiert den Wert auf das maximal mögliche photometrische Strahlungsäquivalent, gibt also K/K_{m} an.

Hat das Wellenlängengemisch das Spektrum eines planckschen Strahlers, so hängt sein photometrisches Strahlungsäquivalent K von der Temperatur des Strahlers ab. Bei geringen Temperaturen wird fast die gesamte Strahlung im Infraroten abgegeben und es ist K ≈ 0. Mit beginnender Rotglut wird ein Teil der Ausstrahlung als sichtbares Licht wahrgenommen, liegt jedoch noch bei den roten Wellenlängen, für die das Auge wenig empfindlich ist. Mit steigender Temperatur und damit einhergehender Verschiebung des Strahlungsmaximums zu kürzeren Wellenlängen gelangt ein immer größerer Anteil der Ausstrahlung in die Wellenlängenbereiche, für die das Auge besonders empfindlich ist.
Bei einer Temperatur von 2800 K (der Fadentemperatur einer Glühlampe entsprechend) hat der plancksche Strahler ein Strahlungsäquivalent von 15 lm/W, wobei 6 % der Strahlung im sichtbaren Bereich von 400 bis 700 nm ausgestrahlt werden. (Reale Glühlampen sind etwas effizienter und erreichen 15 lm/W schon bei etwa 2500 K, weil sie keine idealen planckschen Strahler sind und im Infraroten vergleichsweise weniger Strahlung abgeben.)
Bei einer Temperatur von 5778 K (der Oberflächentemperatur der Sonne entsprechend) hat der plancksche Strahler ein Strahlungsäquivalent von 93 lm/W, und 37 % seiner Ausstrahlung fallen in den sichtbaren Bereich von 400 bis 700 nm.
Bei einer Temperatur von 6640 K erreicht der plancksche Strahler mit 96,1 lm/W das für plancksche Strahlung maximal mögliche photometrische Strahlungsäquivalent. Bei einer weiteren Steigerung der Temperatur verschieben sich immer größere Anteile der Ausstrahlung ins nicht sichtbare Ultraviolette und das photometrische Strahlungsäquivalent nimmt wieder ab.

### Weißes Licht
Wellenlängengemische, die als „weiß“ wahrgenommen werden und keine Anteile außerhalb des sichtbaren Spektralbereiches haben (näherungsweise das Spektrum eines Schwarzen Körpers der Temperatur der Sonnenoberfläche, das an den Rändern des sichtbaren Bereichs „abgeschnitten“ ist), erzielen je nach gewünschter Farbtemperatur und dem Farbwiedergabeindex photometrische Strahlungsäquivalente zwischen etwa 250 und 370 lm/W.

### Künstliche Lichtquellen
Exemplarisch für moderne sparsame Lichtquellen seien folgende Laborergebnisse genannt:
Eine Kompaktleuchtstofflampe (16 Watt, 900 Lumen, Lichtausbeute also 56 lm/W) erreichte unmittelbar nach dem Einschalten ein photometrisches Strahlungsäquivalent von 283 lm/W und im warmen Betriebszustand 349 lm/W. Ein Vergleich der Lichtausbeute mit dem Strahlungsäquivalent zeigt, dass in diesem Fall offenbar nur 56/349 = 16 % der aufgenommenen elektrischen Leistung in elektromagnetische Strahlungsleistung umgesetzt wurden.
Zwei LED-Lampen mit den Farbtemperaturen 3000 K und 6500 K wiesen die Strahlungsäquivalente 341 lm/W bzw. 287 lm/W auf. Die weiße Hintergrundbeleuchtung der Displays von zwei Laptops, welche Leuchtstoffröhren bzw. LEDs als Lichtquelle benutzten, lag bei 317 lm/W bzw. 293 lm/W.
Diese künstlichen Quellen beschränken ihre Spektren im Wesentlichen auf den sichtbaren Bereich (im Gegensatz zu Glühlampen) und erreichen daher im Allgemeinen photometrische Strahlungsäquivalente von etwa 250 bis 350 lm/W, obwohl ihre Lichtspektren sich im Detail teilweise deutlich voneinander unterscheiden können.

### Natürliche Lichtquellen
Das Wellenlängengemisch des Tageslichts (ohne direkte Sonnenstrahlung) hat ein photometrisches Strahlungsäquivalent von etwa 125 lm/W, das der Sonne liegt zwischen knapp 20 lm/W (tiefstehende Sonne) und etwa 100 lm/W (Sonne im Zenit). Das photometrische Strahlungsäquivalent des Sonnenlichts außerhalb der Erdatmosphäre beträgt 98 lm/W.  Licht mit dem Spektrum der tageslichtähnlichen Normlichtart D65 erreicht 110 lm/W.

### Andere Lichtempfänger
Neben dem menschlichen Auge gibt es auch andere „Empfänger“, die mit ihren jeweils eigenen Empfindlichkeitskurven auf Licht reagieren. So etwa
- photographische Filme, die mit Schwärzung reagieren
- Haut, die mit Sonnenbrand auf UV-Strahlung reagiert
- Pflanzen, die Licht zur Photosynthese nutzen → siehe Photosynthetisch aktive Strahlung.

## Andere Maße des Nutzeffekts

### Optischer Nutzeffekt
Der optische Nutzeffekt {\displaystyle O} einer Strahlung ist der Quotient aus der im sichtbaren Bereich ausgestrahlten Strahlungsleistung zur gesamten Strahlungsleistung:
{\displaystyle O={\frac {\int _{\mathrm {380\ nm} }^{\mathrm {780\ nm} }{\frac {\partial \Phi _{\mathrm {e} }}{\partial \lambda }}\,\mathrm {d} \lambda }{\int _{0}^{\infty }{\frac {\partial \Phi _{\mathrm {e} }}{\partial \lambda }}\,\mathrm {d} \lambda }}}

### Visueller Nutzeffekt
Der visuelle Nutzeffekt ergibt sich aus dem optischen Nutzeffekt durch Bewertung der im sichtbaren Bereich gelegenen Strahlungsleistung mit der relativen Hellempfindlichkeitskurve {\displaystyle V(\lambda )}:
{\displaystyle V={\frac {\int _{0}^{\infty }V(\lambda ){\frac {\partial \Phi _{\mathrm {e} }}{\partial \lambda }}\,\mathrm {d} \lambda }{\int _{0}^{\infty }{\frac {\partial \Phi _{\mathrm {e} }}{\partial \lambda }}\,\mathrm {d} \lambda }}={\frac {{\frac {1}{K_{\mathrm {m} }}}\Phi _{\mathrm {v} }}{\Phi _{\mathrm {e} }}}={\frac {K}{K_{\mathrm {m} }}}}
Die Größen {\displaystyle O} und {\displaystyle V} sind Quotienten aus zwei Leistungsgrößen und stellen daher dimensionslose, in Prozent angebbare Wirkungsgrade dar. Das photometrische Strahlungsäquivalent hingegen ist der Quotient einer photometrischen und einer radiometrischen Größe und daher kein Wirkungsgrad.

### Lichtausbeute
Die Lichtausbeute {\displaystyle \eta _{\mathrm {v} }} einer Lampe ist der Quotient aus dem von der Lampe abgegebenen Lichtstrom {\displaystyle \Phi _{\mathrm {v} }} und der von ihr aufgenommenen Leistung {\displaystyle P}:
{\displaystyle \eta _{\mathrm {v} }={\frac {K_{m}\int _{0}^{\infty }V(\lambda ){\frac {\partial \Phi _{\mathrm {e} }}{\partial \lambda }}\,\mathrm {d} \lambda }{P}}={\frac {\Phi _{\mathrm {v} }}{P}}}
Sie ist das Produkt aus der Strahlungsausbeute {\displaystyle \eta _{\mathrm {e} }} (Anteil der aufgenommenen Leistung, der als Strahlung abgegeben wird) und dem photometrischen Strahlungsäquivalent.